# 坎甘達拉
坎甘達拉（葡萄牙語：Cangandala），是個位於安哥拉北部的城鎮，由馬蘭哲省負責管轄，東鄰坎本迪-卡滕博，面積6,961平方公里，2006年人口32,236，人口密度每平方公里4.6人。